# 王大妃
王大妃（朝鮮語：왕대비、ワンテビ）は、朝鮮王朝の国王のキサキ（后または妃）で、現に在位している国王の母である女性の地位・称号のこと。しかし、大妃や大王大妃としばしば混同されることもあった。

## 概要
日本の皇室ではこれに相当する称号として皇太后・太皇太后を用いている。また、1945年の敗戦以前は、宮家の当主が死去し、後継者が宮号を継承したとき、先代当主の妃を指して「○○宮大妃（たいひ）」と呼ぶことがあったが、朝鮮の王大妃が国王から授与される正式な称号なのに対し、日本の大妃は単なる通称・新聞用語であり法的な根拠はいっさい一切ない。
国王の母親であるため、国王が在位している間はほとんど存在していた。なかには国王に代わって実権を掌握した王大妃もおり、睿宗の母后である貞熹王后や明宗の母后である文定王后などが挙げられる。